# Peaugres
Peaugres ist eine französische Gemeinde mit 2.353 Einwohnern (Stand: 1. Januar 2022) in der Region Auvergne-Rhône-Alpes. Sie liegt im Département Ardèche und gehört zum Arrondissement Tournon-sur-Rhône sowie zum Kanton Sarras.

## Geographie
Peaugres liegt etwa 53 Kilometer südlich von Lyon im Tal der Rhone. Umgeben wird Peaugres von den Nachbargemeinden Félines im Norden, Serrières im Nordosten, Bogy im Osten, Colombier-le-Cardinal im Südosten und Süden, Davézieux im Südwesten, Saint-Clair im Südwesten und Westen sowie Savas im Westen und Nordwesten.

## Bevölkerungsentwicklung
| Jahr                       | 1962 | 1968 | 1975 | 1982 | 1990 | 1999 | 2006 | 2012 | 2019 |
| Einwohner                  | 572  | 578  | 654  | 1028 | 1456 | 1681 | 1911 | 1962 | 2276 |
| Quellen: Cassini und INSEE |      |      |      |      |      |      |      |      |      |

## Sehenswürdigkeiten
- Kirche Saint-Martin
- Zoologischer Garten Safari de Peaugres mit 80 Hektar Fläche und 800 Tieren (etwa 120 Spezies)

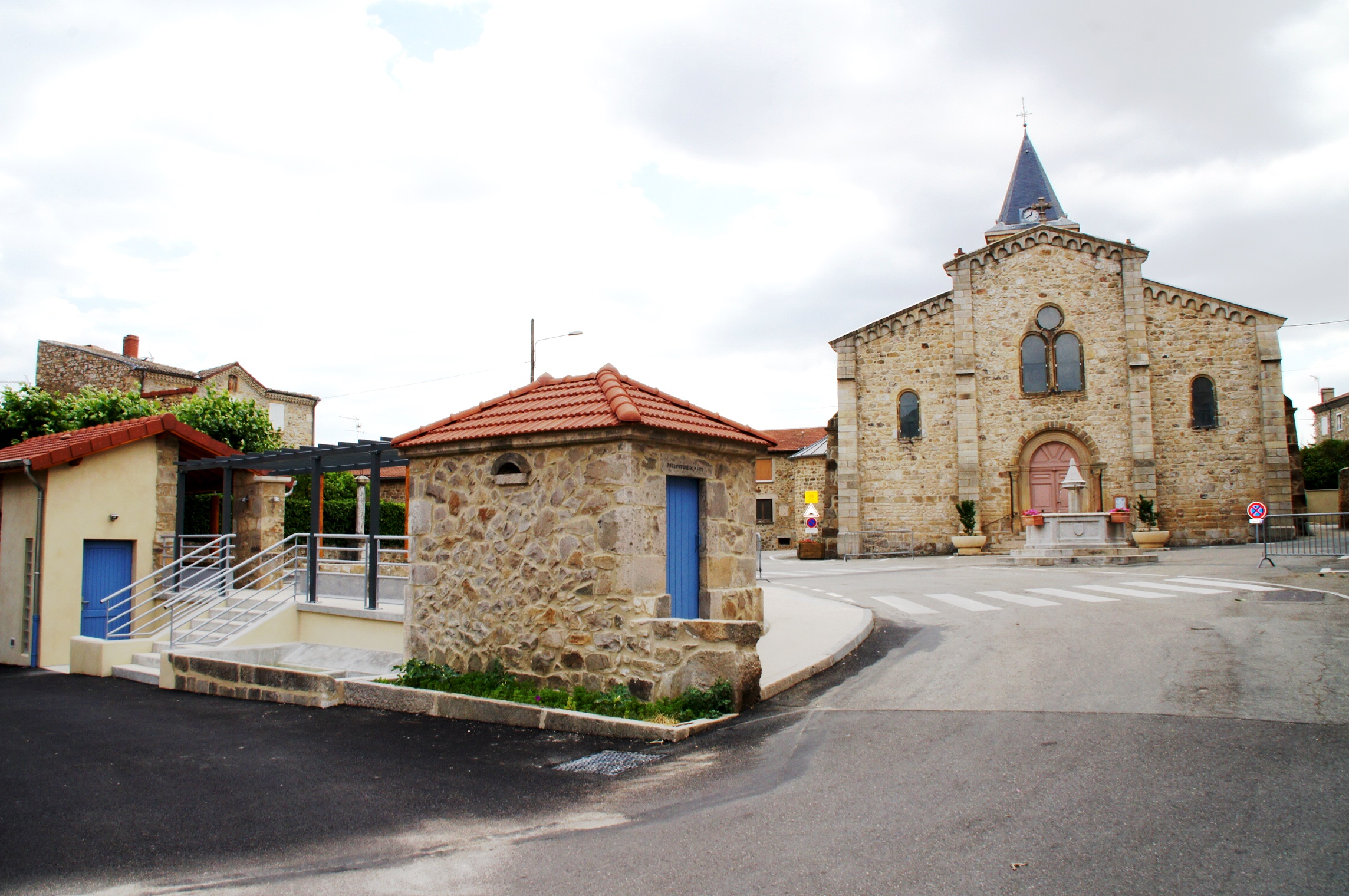
Kirche Saint-Martin